# Kolumbia na zimowych igrzyskach olimpijskich
Kolumbia wystartowała po raz pierwszy i jak na razie jedyny na zimowych IO w 2010 roku na igrzyskach w Vancouver. Do tej pory nie zdobyła żadnego medalu.

## Klasyfikacja medalowa
| Igrzyska       | Złoto | Srebro | Brąz | Razem |
| -------------- | ----- | ------ | ---- | ----- |
| 2010 Vancouver | 0     | 0      | 0    | 0     |
| Razem          | 0     | 0      | 0    | 0     |